# Nahrendorf
Nahrendorf er en kommune og en landsby i den sydøstlige del af Landkreis Lüneburg i den tyske delstat Niedersachsen.

## Geografi
Nahrendorf ligger i Naturpark Elbhöhen-Wendland. Kommunen er en del af Samtgemeinde Dahlenburg som har administration i byen Dahlenburg.

### Inddeling
I kommunen ligger disse landsbyer og bebyggelser: Breese, Eichdorf, Kovahl, Lüben, Moislingen, Mücklingen, Neestahl, Nieperfitz, Nüdlitz, Oldendorf an der Göhrde, Pommoissel, Röthen, Süschendorf og Tangsehl.